# Chaurai Khas
Chaurai Khas là một thị xã và là một nagar panchayat của quận Chhindwara thuộc bang Madhya Pradesh, Ấn Độ.

## Nhân khẩu
Theo điều tra dân số năm 2001 của Ấn Độ, Chaurai Khas có dân số 11.399 người. Phái nam chiếm 52% tổng số dân và phái nữ chiếm 48%. Chaurai Khas có tỷ lệ 69% biết đọc biết viết, cao hơn tỷ lệ trung bình toàn quốc là 59,5%: tỷ lệ cho phái nam là 74%, và tỷ lệ cho phái nữ là 63%. Tại Chaurai Khas, 13% dân số nhỏ hơn 6 tuổi.